# Michael Hanack
Georg Michael Hanack (Luckenwalde (Alemania), 22 de octubre de 1931-6 de noviembre de 2019) fue un químico alemán, profesor emérito de Química en la Universidad de Tubinga, Alemania.

## Datos Biográficos
Nació en Luckenwalde el 22 de octubre de 1931.  Estudió química, filosofía y economía en las Universidades alemanas de Friburgo, Bonn y Tubinga, terminó sus estudios con el título de Licenciado. De 1954 hasta 1957 realizó su Tesis Doctoral, titulada “Solvolisis de los Toluenosulfonatos Estereoisiméricos de cis-α- Hidrindanoles y Contribuciones a la Metodología de Medición”, bajo la dirección de Walter Hückel. Después de trabajar durante los años 1957-1958 como ayudante en el grupo de Walter Hückel, comenzó unas investigaciones propias sobre química de compuestos halogenados, química orgánica física y estereoquímica. Una vez habilitado, en 1961 fue nombrado Profesor No Titular (Privatdozent), siendo, con 31 años, uno de los más jóvenes de Alemania. El año 1968 fue promovido al cargo de Profesor Agregado (apl. Professor) en la Universidad de Tubinga. En 1970 aceptó la Cátedra que le ofreció la Universidad del Sarre ejerciendo los cargos de Profesor de Química Orgánica y Director del Departamento de Química de dicha Universidad. En abril de 1975 regresó a Tubinga como Catedrático de Química Orgánica, sucediendo en el cargo a Eugen Müller. En esta Universidad desempeñó los cargos de Decano de la Facultad de Química y Farmacia, de 1981 a 1983 y de Director del Departamento de Química, de 1995 a 2001. Desde este año es Profesor Emérito, aunque continuando sus trabajos de investigación.
En el transcurso de su actividad científica,se le han concedido varias distinciones y premios; entre ellos en 1966 el de "Lifetime Honorary Membership" de la Academia de Ciencias de Nueva York,en 1988 la "Invitation Fellowship" de la Sociedad Japonesa para la Promoción de la Ciencia(JSPS),en 1991 el doctorado honoris causa (Dr.h.c.) de la Universidad Complutense de Madrid,en 2000 el "Arthur G. Dandridge Award" y en 2002 el "Elhuyar-Goldschmid Award".
Tras una vida dedicada a la docencia y a la investigación, cuyos resultados quedan reflejados en 700 publicaciones y 230 tesis doctorales, falleció en Tubinga, el 6 de noviembre de 2019 a los ochenta y ocho años.

## Áreas de Investigación
- Productos organo fluorados, piretroides perfluorados.
- Estereoquímica, Análisis conformacional.
- Mecanismos de las reacciones orgánicas. Química de los cationes vinilo y fenilo.
- Síntesis de complejos macroheterocíclicos de los metales de transición, como ftalocianinas, y su empleo como conductores orgánicos (polímeros “shish-kebab”).
- Compuestos con propiedades magnéticas y ópticas no lineales.

## Selección de Publicaciones
- Derivados fluorados de terpenos: reacciones de fluoruro de hidrógeno con dobles enlaces y ciclopropanos; Hanack, M., Tübingen, 1962.
- Teoría Conformacional, Hanack, M. , New York: Academic Press, 1965 (ISBN 978-0-12-322550-4)
- Cationes Vinilo. Stang, P.J.; Rappoport, Z.; Hanack, M.; Subramanian, L.R., New York: Academic Press, 1979 (ISBN 978-0-12-663780-9).  Elsevier
- Ciencia y Tecnología de Metales Sintéticos. Hanack, M.; Roth, S.; Schier, H., 1991.
- Lista de Publicaciones en el ResearchGate (Michael Hanack)

## Grupo de Trabajo
Bajo la dirección del Prof. Hanack han estudiado y trabajado, además de 230 doctores, muchos colaboradores postdoctorales y científicos invitados de Europa, Asia y América.

## Actividades Editoriales
- 1982-2003 Miembro del equipo editorial de Houben-Weyl, Métodos de la Química Orgánica (Thieme Medical Publishers).
- 1985-1998 Miembro del Consejo Asesor de Synthesis (Revista) (Thieme Medical Publishers).
- 1999-2008 Miembro Honorario del Consejo Asesor de Synthesis (Revista) (Thieme Medical Publishers).
- 2004-2008 Miembro del Consejo Editorial de Synthetic Metals (Revista) (Elsevier).
- Desde 1997 Miembro del Consejo Editorial de Journal of Porphyrins and Phtalocyanines (Revista) (John Wiley & Sons, World Scientific).